# George Putnam
George Putnam (ur. 14 lipca 1914 w Breckenridge, zm. 12 września 2008 w Chino) – amerykański dziennikarz telewizyjny.

## Życiorys
George Putnam urodził się 14 lipca 1914 roku. W 1934 roku rozpoczął karierę w stacji radiowej. Pod koniec 1951 roku został zatrudniony w KTTV, niezależnej stacji. Został trzykrotnie uhonorowany nagrodą Emmy, a także posiada gwiazdę na Hollywoodzkiej Alei Gwiazd.